# Петров Сергій Олександрович
Сергі́й Олекса́ндрович Петро́в (1965—2014) — український військовик, капітан резерву Національної гвардії України. Командир роти батальйону «Донбас», учасник Війни на сході України. Кавалер ордена «За мужність».

## Життєпис
Народився 1965 року в селі Дзигівка (Ямпільський район, Вінницька область).
У часі війни — капітан; командир роти батальйону «Донбас».
Ранком 29 серпня 2014-го під час виходу «зеленим коридором» з Іловайського котла пожежна машина прямувала в автоколоні батальйону «Донбас» із села Многопілля до Червоносільського. На околиці Червоносільського пожежна машина наштовхнулася на позицію російського танка Т-72 зі складу 6-ї танкової бригади Збройних сил РФ, танк вистрелив прямою наводкою. «Тур» був у кабіні; загинув разом з «Редом», «Бані», «Восьмим», «Бірюком» та «Ахімом». Коли намагався полагодити один з автотранспортних засобів батальйону та відстрілювався, загинув від кулі снайпера молодший сержант Іван Ганя.
Родичі не визнавали можливості загибелі Петрова, не погоджувалися вважати його померлим.
Похований у місті Дніпро на Краснопільському цвинтарі як тимчасово невстановлений вояк, ділянка № 79. Ідентифікований за експертизою ДНК.

## Нагороди та вшанування
За особисту мужність і героїзм, виявлені у захисті державного суверенітету та територіальної цілісності України, вірність військовій присязі під час російсько-української війни
- нагороджений орденом «За мужність» III ступеня (25.3.2015, посмертно).
- На честь Сергія 1 липня 2015 року, його псевдом «Тур», названо один із танків танкової роти 46-го окремого батальйону спеціального призначення ЗСУ «Донбас-Україна».

- Вшановується 29 серпня на щоденному ранковому церемоніалі вшанування українських захисників, які загинули цього дня в різні роки внаслідок російської збройної агресії[2]
- Іловайський Хрест (посмертно)